# Кіста зябрової дуги
Кіста зябрової дуги —  це вада розвитку людини, що виникає у зв'язку з порушенням облітерації першої, другої або третьої зябрових дуг під час ембріогенезу. Найчастіше, зяброва аномалія виникає в другій дузі у вигляді складаючи приблизно 95% від усіх випадків.

## Класифікація
- Кіста першої зябрової дуги

Ця аномаля діагностується в ділянці кута нижньої щелепи та поширюється на ділянку зовнішнього слухового каналу. Може спричиняти задвлення лицевого нерву (лат. n.facialis).
- Кіста другої зябрової дуги

Зустрічається найчастіше (до 80—90% випадків). Розташована між переднім краєм грудинно-ключично-сосцеподібного м'язу та глоткою .
- Кіста третьої зябрової дуги.

Рідкісна патологія. Розташована між переднім краєм грудинно-ключично-сосцеподібного м'язу, йде позаду внутрішньої сонної артері, під n. glossopharyngeus та над n.vagus n. hypoglossus та відкривається в грушоподібний синус.

## Симптоми
Пухлиноподібне, безболісне утворення в ділянці шиї.

## Диференційна діагностика
- Пухлини голови та шиї
- Рак щитоподібної залози

## Лікування
Хірургічне при значному косметичному дефекті або копмпресії органів шиї.